# Агрегатний верстат
Агрега́тний верста́т — високопродуктивний металорізальний верстат, що складається з нормалізованих кінематично не зв'язаних між собою вузлів (агрегатів) з єдиною системою керування, яка забезпечує взаємозалежність та послідовність їхніх рухів

## Різновиди
- за кількістю позицій — одно- і багатопозиційні (за кількістю водночас оброблюваних деталей);
- за функціями — свердлильні, розточувальні, фрезерні, токарні і комбіновані;
- за ступенем автоматизації — напівавтомати й автомати.

## Застосування
Застосовують для обробки деталей одного типорозміру в серійному виробництві або великосерійному виробництві.
Агрегатні верстати — основа потокових й автоматичних ліній на підприємствах масового виробництва.